# Brad Keselowski

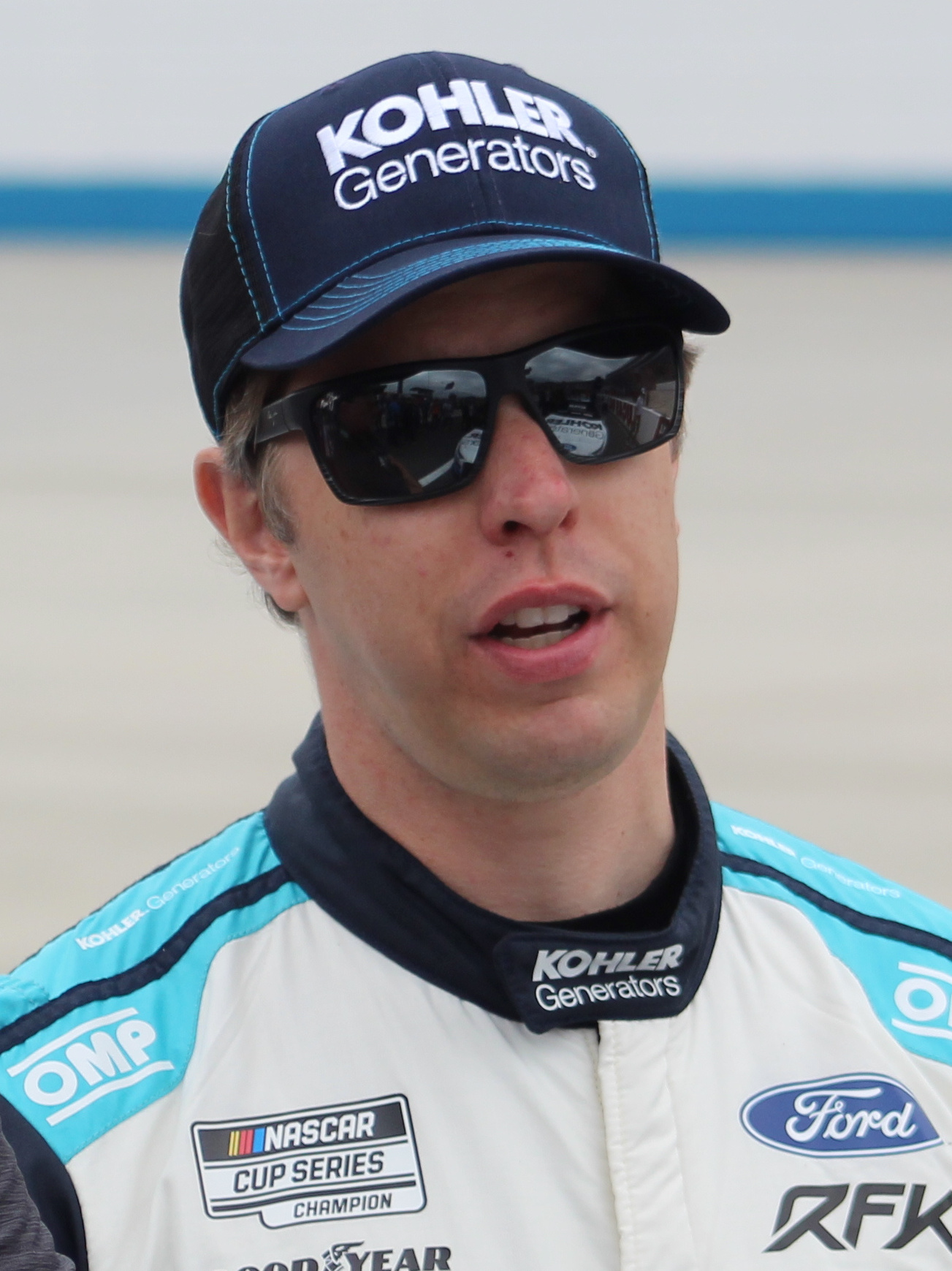
Brad Keselowski en 2022

Bradley Aaron Keselowski (12 de febrero de 1984, Rochester Hills, Míchigan, Estados Unidos), más conocido como Brad Keselowski, es un piloto de automovilismo estadounidense. Ha resultado campeón de la Copa NASCAR en 2012, subcampeón en 2020, cuarto en 2017 y quinto en 2011 y 2014, categoría en la que ha logrado 35 victorias, destacando seis en Talladega. Fue piloto de Team Penske entre 2010 y 2021, y en 2022 es piloto de RFK Racing.
Pertenece a una familia de pilotos de stock cars, la que incluye su padre Bob Keselowski, su tío Ron Keselowski y su hermano Brian Keselowski, quienes han competido frecuentemente con equipo propio, K Automotive. Brad fundó su propio equipo en 2007, el Brad Keselowski Racing, que compitió en la NASCAR Truck Series hasta 2017.

## Trayectoria
Keselowski participó en ocho carreras de la NASCAR Truck Series en 2004 con el equipo de la familia, al volante de una camioneta Ford. En 2005 disputó la temporada completa, resultando 21º con un séptimo como mejor resultado. El piloto disputó seis carreras de la Truck Series 2006, así como siete de la NASCAR Nationwide Series.
En 2007, Keselowski disputó la mayor parte del calendario de la Nationwide Series, en este caso con un Chevrolet. Logró cinco arribos entre los diez primeros y terminó 25º en el campeonato como Novato del Año. JR Motorsports lo contrató como titular para 2008. Acumuló dos victorias, 11 top 5 y 20 top 10, que le significaron terminar tercero en el campeonato. Asimismo, debutó a la edad de 24 en la Copa NASCAR al disputar dos fechas para Hendrick.
En su segundo año como piloto regular de JR en la Nationwide Series 2009, Keselowski obtuvo cuatro victorias, 22 top 5 y 28 top 10 en 35 carreras, de modo que volvió a quedar tercero en el clasificador final. Simultáneamente, participó en la mitad de las fechas de la Copa NASCAR, corriendo para Phoenix (que competía con chasis Hendrick) y Penske. El piloto venció en la Aarons 499 de Alabama en Talladega Superspeedway al enganchar en la última curva de la carrera a Carl Edwards, quien chocó fuertemente contra las vallas de protección.
En 2010, Keselowski se convirtió en piloto titular de Penske, para el que disputó todas las carreras de la Copa NASCAR con el #12 y la Nationwide Series con el #22 con un Dodge. Durante la temporada tuvo incidentes con Carl Edwards. Faltando seis vueltas en la Kobalt Tools Atlanta 500 de la Sprint Cup, Edwards toca intencionalmente a Keselowski (después de que este último accidentalmente chocara contra el haciéndolo ir al garaje a comienzos de la carrera) haciendo que pierda el control elevándose por los aires y chocando violentamente bocabajo contra el muro quedando el auto aplastado, pero él saliendo ileso. Un nuevo incidente se produjo en la carrera de Gateway en la Nationwide Series donde edwards ganó controversialmente la carrera después de tocar a Keselowski en los últimos metros y este último recibiera un fuerte impacto de los autos rezagados, Edwards fue penalizado por 60 puntos del campeonato .En la categoría reina logró dos arribos entre los primeros diez y terminó 25º en el campeonato. En la categoría promocional, obtuvo seis victorias y 26 top 5 en 35 fechas, obteniendo el título por amplio margen frente a Edwards y Kyle Busch.
Continuando en Penske, el piloto obtuvo tres victorias, diez top 5 y 14 top 10 en la Copa NASCAR 2011. Ingresó a la Caza por la Copa por sus victorias, y finalizó quinto en el campeonato. En la Nationwide obtuvo cinco triunfos y 14 top 5, aunque no sumó puntos por ser titular de la Copa NASCAR.

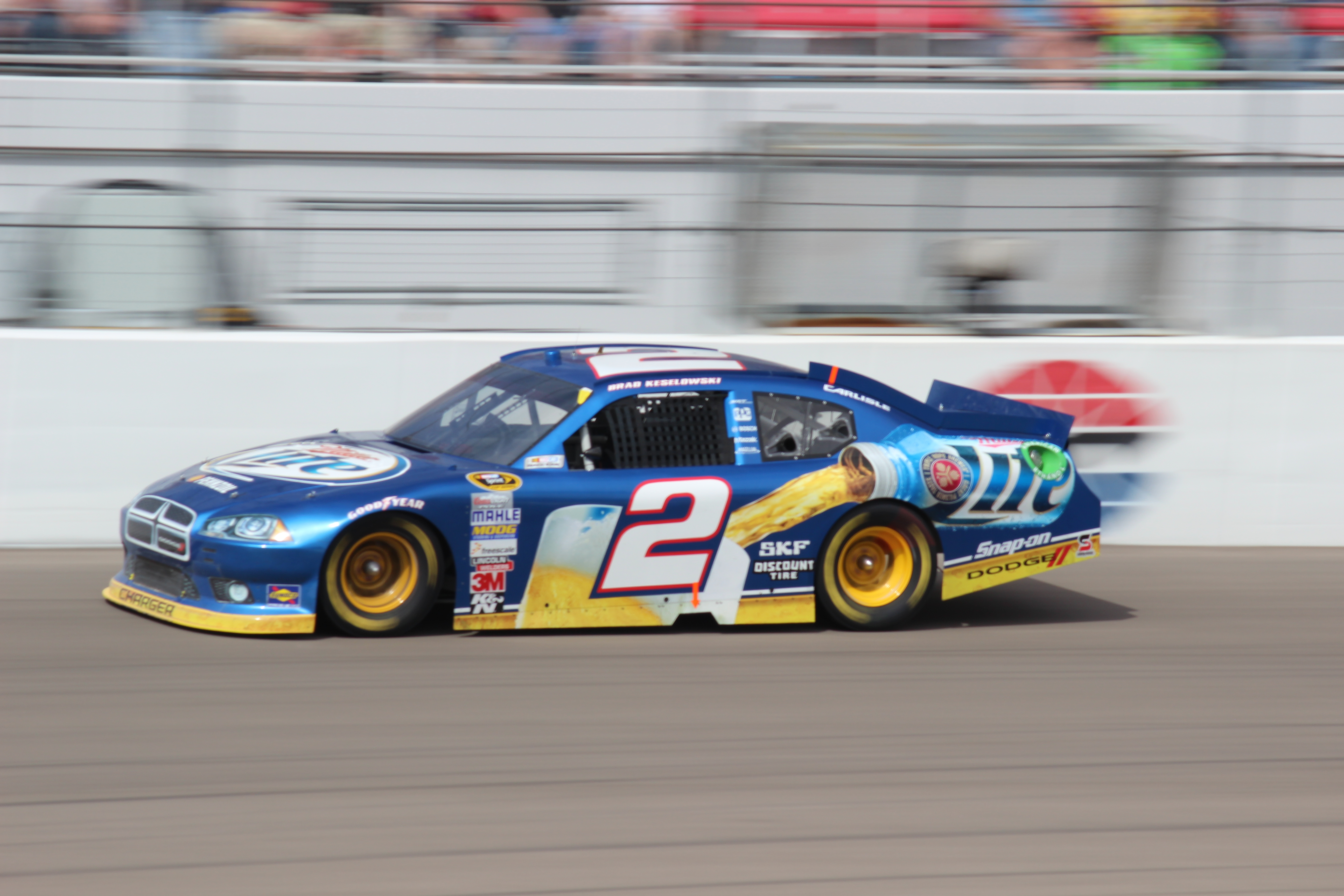
Brad Keselowski en 2012, el año de su título en NASCAR Cup Series.

Keselowski acumuló cinco triunfos, 13 top 5 y 23 top 10 en la Copa NASCAR 2012, con lo cual se alzó con el título a los 28 años. En la Nationwide disputó 21 de 33 carreras, obteniendo tres victorias y 11 top 5.
El piloto quedó fuera de la Caza por la Copa NASCAR 2013. Terminó el año en la 14º posición, con una victoria, nueve top 5 y 16 top 10. En tanto, sumó siete triunfos en 16 apariciones en la Nationwide, también con Penske.
En la Copa NASCAR 2014, Keselowski consiguió cuatro victorias en la temporada regular, una en la primera ronda de la Caza por la Copa y una en la segunda. En la tercera ronda llegó retrasado en Martinsville, y pese a dos top 5 en las demás fechas, no pudo clasificar a la ronda final en Homestead, y finalizó quinto en el campeonato. En tanto en la Nationwide Series, obtuvo cinco victorias en 11 apariciones, y en la Truck Series logró su primera victoria en la categoría en Bristol.
Keselowski ganó en Fontana en la temporada regular en la Copa NASCAR 2015, lo que le significó clasificarse a la Caza. En la tercera ronda llegó retrasado en Martinsville, y aunque logró dos top 10, no le alcanzó para clasificarse a la carrera por el campeonato. Con un acumulado de nueve top 5, terminó séptimo en el campeonato. Por otro lado en la categoría promocional ahora llamada NASCAR Xfinity Series, obtuvo dos victorias en nueve carreras disputadas.
En la Copa NASCAR 2016, Keselowski obtuvo cuatro triunfos en Las Vegas, Talladega, las 400 Millas de Daytona y Kentucky para avanzar a la Caza. Quedó afuera en la segunda ronda, estando cerca de pasar a la siguiente ronda, cuando se rompió el motor mientras estaba liderando cómodamente en Talladega 2. Con un total de 16 top 5, resultó 12º en el campeonato. Mientras, que en la Xfinity Series, obtuvo 5 top 5 en 15 carreras disputadas.
Keselowski obtuvo tres triunfos y 15 top 5 en la Copa NASCAR 2017, en donde se clasificó a la ronda final, terminando cuarto en el campeonato. En tanto que logró dos victorias en nueve carreras disputadas en la Xfinity Series. En 2018, Keselowski obtuvo tres victorias y 12 top 5 y llegó hasta la segunda ronda de la postemporada, finalizando octavo en el campeonato. Por otro lado, obtuvo tres victorias en cinco carreras por Xfinity Series.
Al año siguiente, obtuvo tres triunfos en Copa NASCAR, que lo clasificó a la postemporada. Quedó eliminado en la segunda ronda de la misma, concluyendo octavo en la tabla general con 13 top 5. Por otro lado, participó en dos carreras de Xfinity Series.
En 2020, triunfó en cuatro fechas y llegó en 13 ocasiones en los cinco mejores en la Copa NASCAR, llegando clasificado a la carrera por el título en Phoenix. Quedó como subcampeón del campeonato con el segundo puesto, detrás del campeón Chase Elliott. El año siguiente, Keselowski obtuvo su sexta victoria en Talladega, la que sería la única en la temporada. En su último año como piloto de Penske, resultó sexto en la temporada con un total de 10 top 5, siendo eliminado en la tercera ronda de la postemporada.
En 2022, pilota el Ford número 6 del renombrado equipo RFK Racing, del cual es propietario minoritario.

## Brad Keselowski Racing
Keselowski formó su equipo en 2007. El equipo comenzó a competir en la Truck Series en 2008. Se mantuvo en NASCAR Truck Series hasta la temporada 2017. Logró un total de 11 victorias y dos subcampeonatos: Ryan Blaney en 2014 y Tyler Reddick en 2015. Otros pilotos que compitieron para el Brad Keselowski Racing fueron Joey Logano, Parker Kligerman, Austin Cindric, Chase Briscoe y el propio Brad Keselowski.